# 대량생산

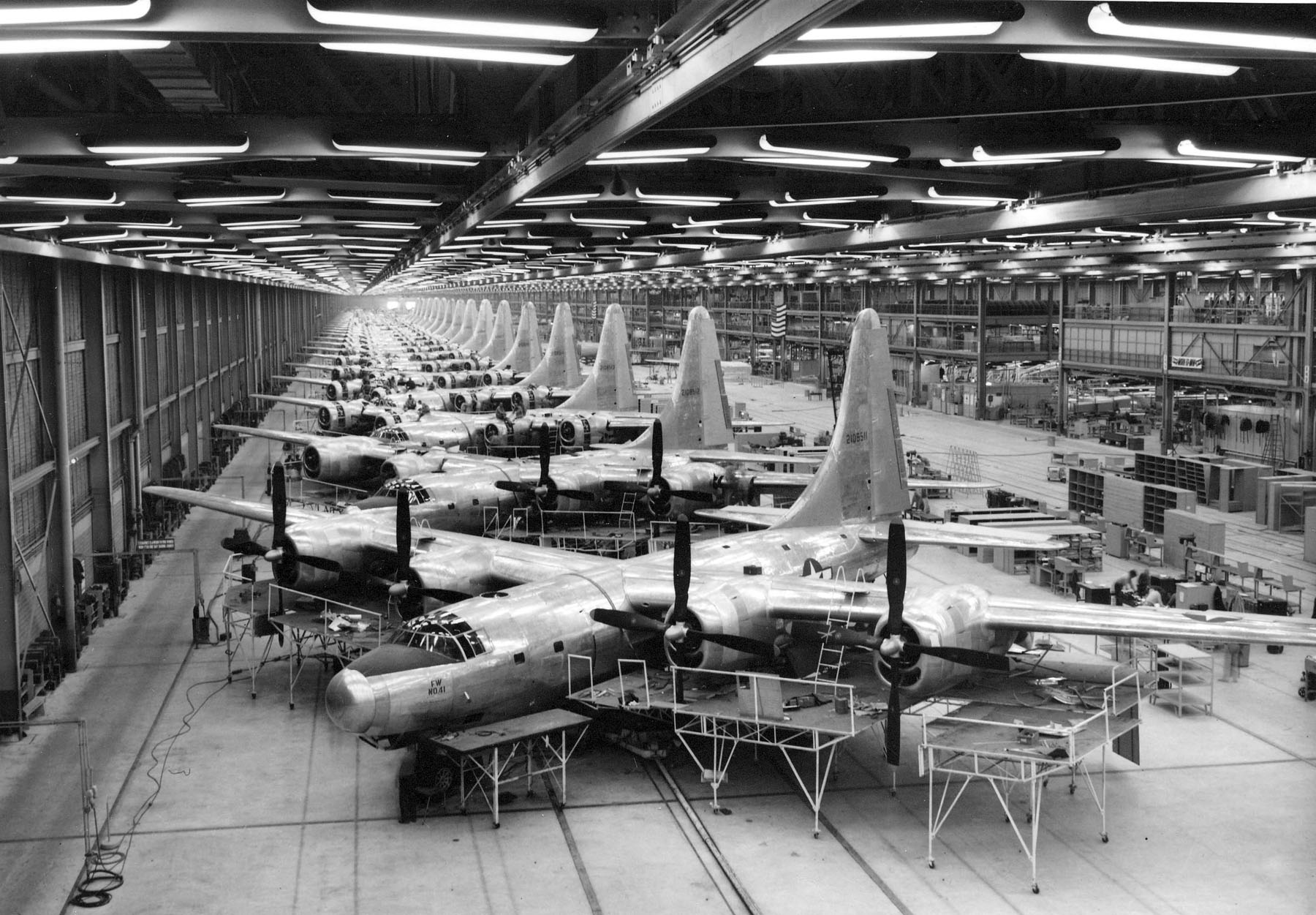
비행기의 대량 생산.

대량생산(大量生產)은 조립 라인 등을 통하여 표준화된 제품을 대량으로 생산하는 방식을 말한다.

## 용어
대량 생산의 영어 낱말 매스 프로덕션(mass production)은 포드 자동차사와 뜻을 모아서 브리태니커 백과사전의 1926년 글에 정의되었다. 뉴욕 타임스는 브리태니커 글이 출판되기 이전에 기사 제목으로 이용한 적이 있다.

## 개요
이 방식은 포드 시스템이 처음으로 시작하였다. 대량생산 방식이 가능하게 된 것은 생산의 표준화와 이동조립법(移動組立法)에 기인한다. 생산의 표준화는 제품이나 부품의 표준화와 작업의 표준화를 포함하고, 작업의 표준화는 단능공화(單能工化)를 초래한다. 이동조립법은 생산의 표준화를 전제한 본격적인 대량생산방식이라 하나 컨베이어 벨트시스템 작업같이 대량생산을 위한 기본적인 작업조직으로서 널리 쓰이고 있다.

## 참조
- 이 문서에는 다음커뮤니케이션(현 카카오)에서 GFDL 또는 CC-SA 라이선스로 배포한 글로벌 세계대백과사전의 내용을 기초로 작성된 글이 포함되어 있습니다.

## 추가 문헌
- Beaudreau, Bernard C. (1996). 《Mass Production, the Stock Market Crash and the Great Depression》. New York, Lincoln, Shanghi: Authors Choice Press.

## 같이 보기
- 적기 공급 생산 방식 (Just-in-time)
- 제조업